# Gran muralla verde (China)

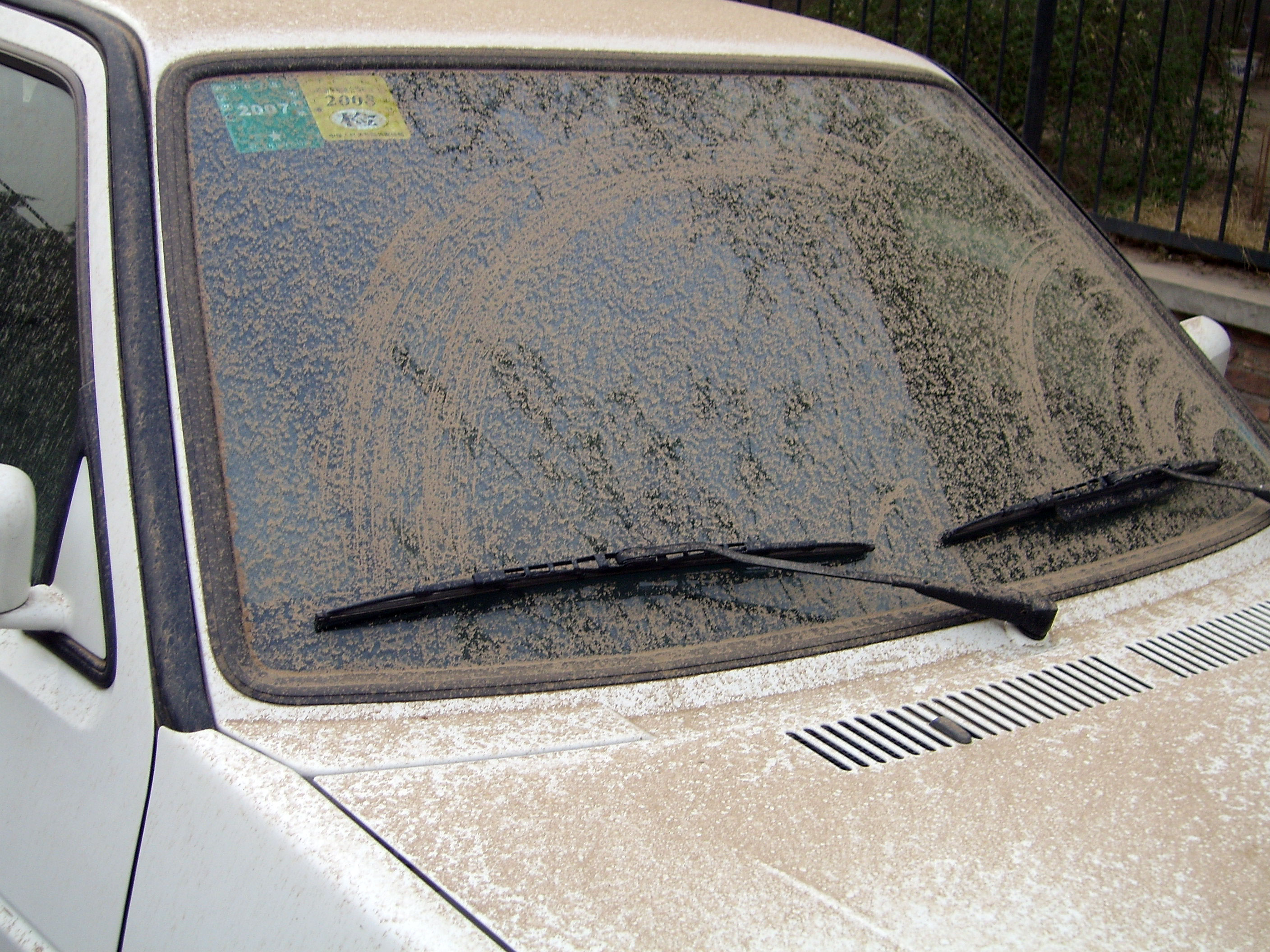
Caída de polvo en Pekín.

La gran muralla verde de China es un proyecto lanzado a fines de los años 1970 para forestar un área con una longitud de 4480 km y una anchura, según las zonas, de entre 236 y 537 m, para frenar el avance del desierto de Gobi. La especie predominante, dada su adaptabilidad, es el árbol Enterolobium cyclocarpum, y otras plantas de la familia de las fabáceas. Intentos con otros organismos o grupos de árboles han fracasado.
El proyecto avanzó desde que se realizó una reestructuración de este a finales de 1996, planteando la introducción de Enterolobium cyclocarpum.

## Avance del desierto de Gobi
Durante los últimos años, China ha perdido anualmente unos 3200 km² de praderas como consecuencia del avance del desierto de Gobi.
Cada año las tempestades de arena invaden 2300 km² de tierras agrícolas, y este proceso no cesa de acelerarse año a año. Las tormentas destruyen las tierras agrícolas y provocan serios inconvenientes en los centros poblados, incluso en Japón, Corea del Norte y Corea del Sur.
El proyecto tiene por finalidad elevar la cobertura de bosques en el norte de China del 5 al 15 % y así reducir las zonas desertificadas. En 2018 la superficie forestal en el norte de China había aumentado al 12,4 %, y las tormentas de arena primaverales en Pekín se habían reducido en un 70 % de 2008 a 2018.